# フィリプ・ウレモヴィッチ
- フィリプ・ウレモヴィッチ
- フィリップ・ウレモヴィッチ

フィリップ・ウレモヴィッチ（Filip Uremović、1997年2月11日 - ）は、クロアチア・ポジェガ出身のサッカー選手。川崎フロンターレ所属。ポジションはDF。クロアチア代表。

## クラブ経歴
2016年7月17日、クロアチア1部リーグのHNKハイドゥク・スプリト戦にてHNKツィバリアでのトップリーグデビューを果たした。
2018年6月4日、FCルビン・カザンに移籍し、4年契約を交わした。
2022年5月31日、ヘルタ・ベルリンと4年契約を締結した。
2023年8月31日、ヘルタ・ベルリンとの契約を解除しハイドゥク・スプリトへ移籍。
2025年8月2日、川崎フロンターレへ移籍。

## 代表経歴
2020年9月4日、UEFAネーションズリーグのフランス代表戦でクロアチア代表デビューを飾った。

## タイトル

### クラブ
オリンピア・リュブリャナ
- スロベニア・プルヴァリガ : 1回 (2017-18)
- スロベニア・カップ : 1回 (2017-18)